# Simone di Taibuteh
Simone di Taibuteh (fl. VII secolo) è stato un religioso, medico e scrittore siro.

## Biografia
Fu un monaco asceta e autore spirituale della chiesa siro-orientale, vissuto nel sud-est della Mesopotamia, nell'ambiente monastico dell'Accademia di Gundishapur.

Ebbe importanti relazioni con Isacco di Ninive.  
Il poco che conosciamo della sua vita lo dobbiamo a due importantissimi cronisti siri a lui posteriori di diversi secoli: Gregorio Barebreo († 1286) e Abdisho bar Berika 
(† 1318): 

Barebreo lo descrive, nella sua Cronaca ecclesiastica, come 
 Ne parla come operante sotto l'episcopato del catholicos Henanisho I (685-699), quindi vissuto alla fine del VII secolo. 

Bar Berika aggiunge qualche precisazione sulla sua opera: 

## Il pensiero
L'opera conosciuta di Simone è contrassegnata dalla grande insistenza su ciò che chiama "l'economia della Grazia", e il ruolo decisivo di essa nell'esperienza del monaco, accompagnata dalla necessaria ascesi. Il vocabolo "Taibuteh", associato al suo nome, del resto significa in siriaco "della grazia". L'autore è conosciuto anche per avere sviluppato il tema del "sacerdozio nascosto della preghiera". Simone considera in effetti che lo Spirito Santo che vive nell'uomo si veli, come prete, all'interno di lui. Nel suo cuore si trova un santuario dove ogni cristiano celebra la preghiera interiore.

## Edizioni in italiano
- Simone di Taibuteh, Violenza e grazia. La coltura del cuore, a cura di Paolo Bettiolo, Collana di Testi Patristici, Roma, Città Nuova Editrice, 1993, ISBN 978-8831131025
- Simone di Taibuteh, Abitare la solitudine. Discorso per la consacrazione della cella, a cura di Sabino Chialà, collana "Testi dei Padri della Chiesa", Magnano, Edizioni Qiqajon - Comunità di Bose, 2004, ISBN 978-9695200728